# William Franke Harlings
William Franke Harlings (anglès: W. Franke Harling)  (Londres, 18 de gener de 1887 - Sierra Madre, 22 de novembre de 1958)

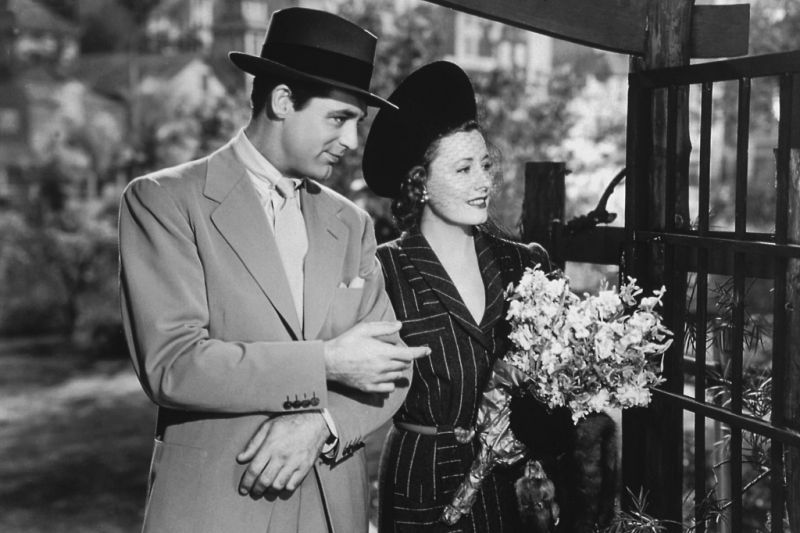
Fotograma de Cary Grant i Irene Dunne a la pel·lícula Serenata nostàlgica, musicada per Frankie Harlings.

fou un compositor de cinema angloamericà.

## Biografia
Harling va rebre la seva formació musical a la "Grace Choir Church School" de la ciutat de Nova York. Després va treballar com a organista i director de cor a l'Església de la Resurrecció de Brussel·les. Després va passar dos anys a l'Acadèmia Militar dels Estats Units a West Point. Allà va compondre l'himne "El Cos", i la marxa "West Point per sempre".
Harling, que apareix majoritàriament amb el nom abreujat W. Franke Harling en els directoris d'empleats de cinema, va treballar principalment en l'empresa cinematogràfica als anys trenta i principis dels anys quaranta. El 1940 va rebre un Oscar per la seva participació en l'edició de música de cinema per al clàssic Western Stagecoach del director John Ford. Harling va morir a Sierra Madre, Califòrnia, i la seva tomba es troba al parc de la memòria "Forest Lawn" a Hollywood Hills.